# ليفي دبليو. هانكوك
ليفي دبليو. هانكوك (بالإنجليزية: Levi W. Hancock)‏ هو سياسي أمريكي، ولد في 7 أبريل 1803، وتوفي في 10 يونيو 1882.